# Araneus blumenau
Araneus blumenau là một loài nhện trong họ Araneidae.
Loài này thuộc chi Araneus. Araneus blumenau được Herbert Walter Levi miêu tả năm 1991.